# Tempelhofer Ufer 23/24

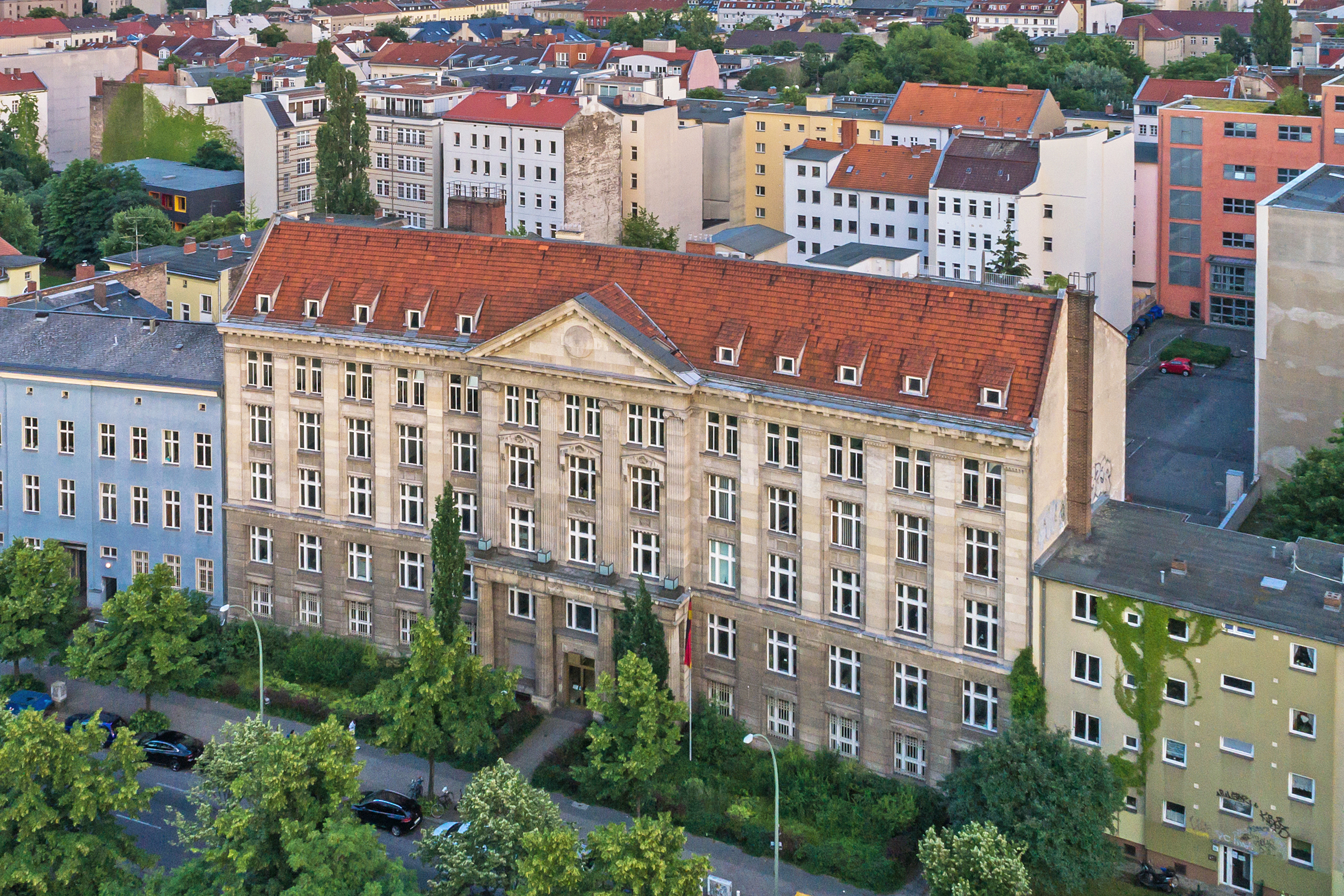
Gebäude Tempelhofer Ufer 23/24

Das Bürogebäude Tempelhofer Ufer 23/24 im Berliner Ortsteil Kreuzberg (Bezirk Friedrichshain-Kreuzberg) wurde 1913 nach einem Entwurf des Architekturbüros Cremer & Wolffenstein als Verwaltungsgebäude für das Maschinenbau-Unternehmen Orenstein & Koppel – Arthur Koppel AG erbaut und steht heute unter Denkmalschutz. Sein Standort liegt im westlichen Bereich der Tempelhofer Vorstadt (Postleitzahl 10963).
Das Gebäude ist ein typisches Verwaltungsgebäude seiner Bauzeit und bildete ursprünglich den Hauptteil eines Gebäudekomplexes, der sich über die Grundstücke Tempelhofer Ufer 23/23a/24, Möckernstraße 120/120a/121 und Teltower Straße 35/36 (heute Obentrautstraße) erstreckte. Zwischenzeitlich nutzten der Textilproduzent Heinze Röcke und die Hochschule der Künste das Gebäude; heute hat es viele verschiedene Mieter.

## Baugeschichte

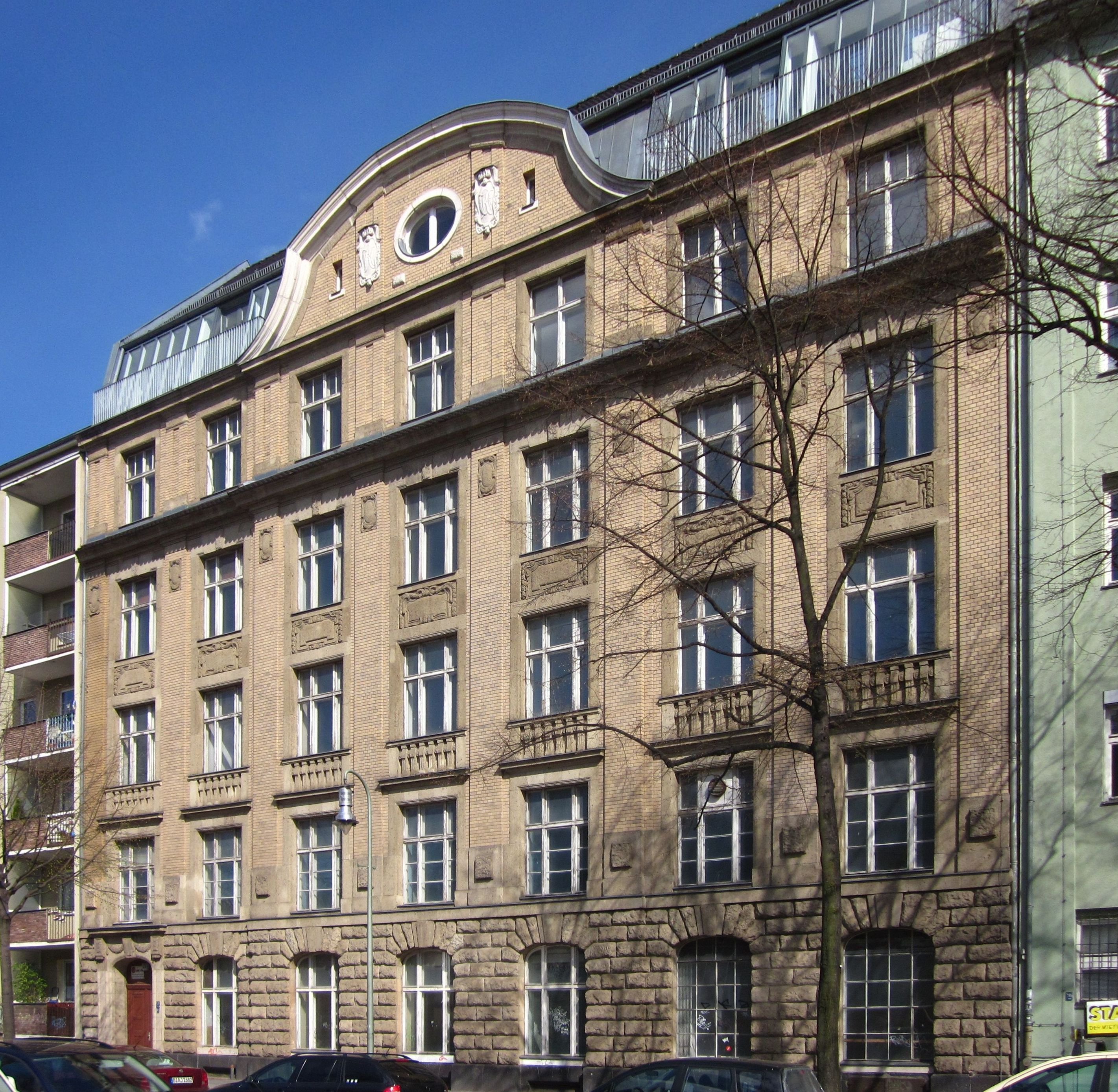
Gebäude Möckernstraße 120, ein wenige Jahre älterer Teil des Gesamtkomplexes von Orenstein & Koppel

Das Grundstück Tempelhofer Ufer 23/23a/24 war zunächst ab 1886 Standort des ersten eigenen Produktionsbetriebs des bis dahin ausschließlich im Groß- und Einzelhandel tätigen Unternehmens Orenstein & Koppel. Die Gründer Benno Orenstein und Arthur Koppel hatten sich im Jahr zuvor einvernehmlich getrennt. Als nach dem Tod von Koppel ihre beiden fast ein Vierteljahrhundert voneinander unabhängigen Unternehmen im Jahr 1909 zur Orenstein & Koppel – Arthur Koppel AG fusioniert wurden, wurde für die zentrale Verwaltung dieses weltweit tätigen Unternehmens zunächst durch die Bauunternehmung Wittling & Güldner ein Bürogebäude auf dem in der engeren Nachbarschaft erworbenen Grundstück Möckernstraße 120/120a/121 errichtet.
Bereits kurze Zeit später beschloss das Unternehmen, die Verwaltung baulich zu erweitern. Da die benachbarten Werksanlagen am Tempelhofer Ufer längst zu klein für das beständig expandierende Unternehmen geworden waren, wurde dieses Grundstück nun für den Neubau eines Bürogebäudes genutzt. Mit der Bauausführung wurde wiederum die Bauunternehmung Wittling & Güldner beauftragt. Zu dieser Zeit hatte das Unternehmen rund 15.000 Mitarbeiter in zwölf Fabriken und 95 Niederlassungen weltweit. Die Entwurfsurheber des Gebäudes, Wilhelm Cremer und Richard Wolffenstein, waren seit 1882 gemeinsam in Berlin tätig und zählten zu den bekanntesten und renommiertesten Architekten der Stadt; beide starben kurz nacheinander im Jahr 1919, das Verwaltungsgebäude war kriegsbedingt einer ihrer letzten großen, repräsentativen Bauten.
Das Unternehmen, das 1920 seine Firma in Orenstein & Koppel AG verkürzte, breitete sich über die oben genannten Grundstücke unter Ausbildung von sechs Innenhöfen weiter aus. Schließlich arbeiteten in insgesamt fünf Gebäudeteilen mehrere tausend Menschen. Die Orenstein & Koppel AG wurde nach vollzogener „Arisierung“ 1940 in Maschinenbau und Bahnbedarf AG umbenannt. Kurz danach übernahm die Hoesch AG die Aktienmehrheit. Die Verwaltung der O&K-Betriebe nutzte den Standort noch bis in die 1950er Jahre.
Von dem umfangreichen O&K-Gebäudekomplex sind heute nur die beiden unter Denkmalschutz stehenden Bauten erhalten.
Das Gebäude am Tempelhofer Ufer wurde – unter Ersatz der alten Seiten- und Querflügel durch den Neubau eines mittig angesetzten Flügelbaus – von den Architekten Eckart Muthesius und Klemens Weigel 1965 wenig einfühlsam umgebaut, als das Unternehmen Heinze Röcke einzog und bis Mitte der 1980er Jahre hier ansässig blieb. Zu dieser Zeit befand sich eine Außenwerbung Heinze Röcke an der Fassade. In den Folgejahren richtete die Hochschule der Künste dem Maler Alfred Hrdlicka ein Atelier im Hinterflügel ein. Später saßen im Hauptgebäude unter anderem die Friedrich-Naumann-Stiftung, das private Institut für Marketing und Kommunikation und der Deutsche Fremdenverkehrsverband. Im Jahr 1997 wurde die Eingangshalle umgebaut und ein neues Beleuchtungskonzept erstellt.
Heute nutzen diverse Mieter die Büros im Gebäude, darunter die Verlagsgruppe PrinzMedien mit den Redaktionen der Zeitschriften Der Hauptstadtbrief und The Atlantic Times, ein Sachverständiger für Abstammungsgutachten, Wikimedia Deutschland und diverse Medien- und IT-Unternehmen.

## Beschreibung

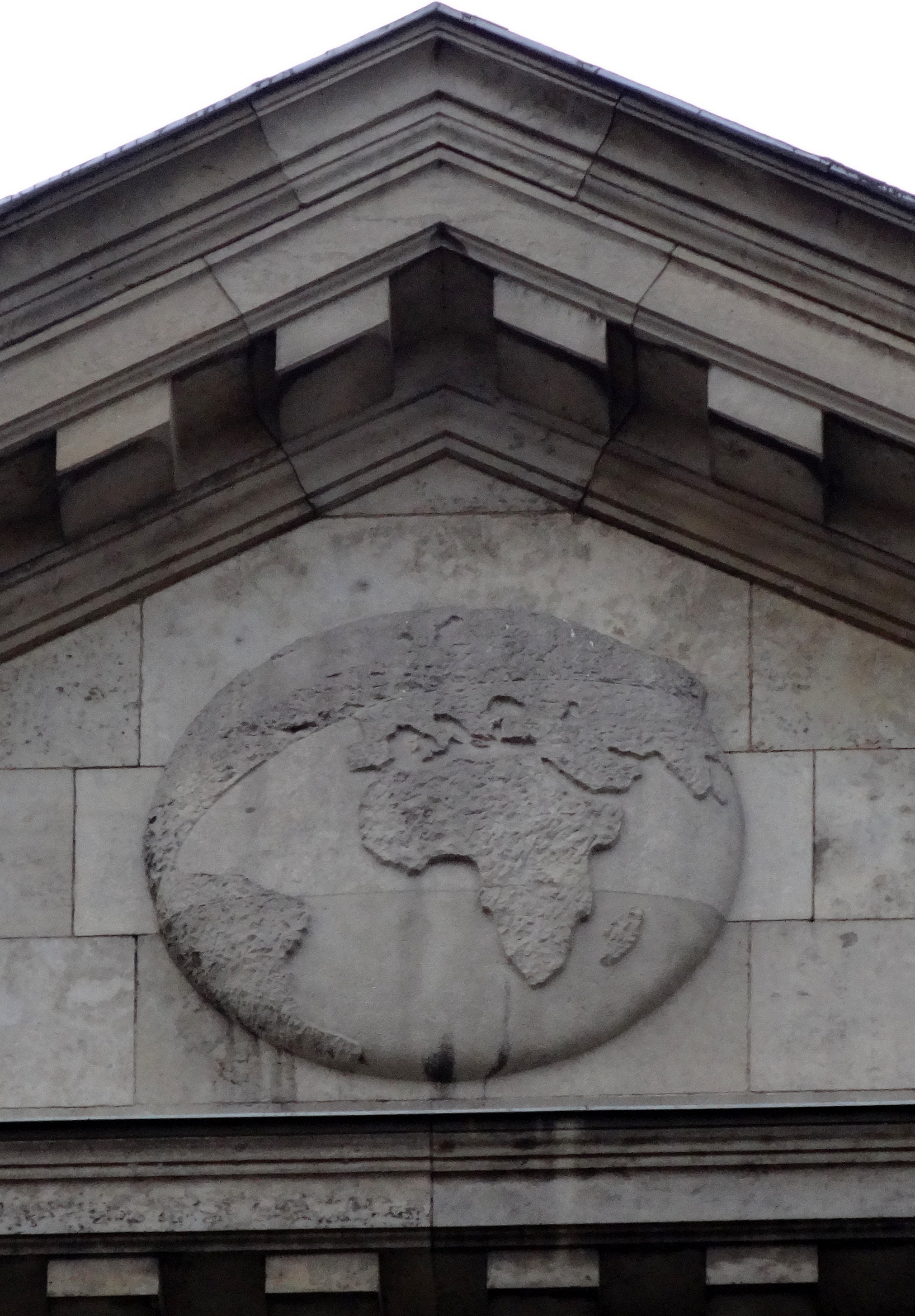
Giebelfeld mit dem Relief der Weltkugel

Das Gebäude hat fünf Vollgeschosse und an der Straßenfassade 13 Fensterachsen. Der Mittelrisalit, der von einem Giebel bekrönt wird, hat drei Fensterachsen, die beiden symmetrischen Seitenteile je fünf Achsen. Der nach Süden gerichtete, 1965 neu erbaute Querflügel hat eine Dachterrasse. Das ansonsten für seine Bauzeit typische Verwaltungsgebäude weist „einen palastartigen Zuschnitt“ auf.
Das Gebäude hat eine aufwendig gearbeitete Sandsteinfassade aus Braunschweiger Dolomit mit schweren Säulen. Das Giebelfeld schmückt die Reliefdarstellung einer großen Weltkugel, welche die weit gespannten Geschäftsverbindungen symbolisieren sollte; ursprünglich war die Gebälk-Zone unter dem Giebel mit der Inschrift aus aufgesetzten Buchstaben „Orenstein & Koppel – Arthur Koppel Akt. Ges.“ versehen. Dazu kommen Details wie Fenstergewände, Bänder und Gesimse. Unter den Fenstern im Mittelrisalit sind Figuren und Löwenköpfe eingearbeitet. Die ursprünglich über den vier Säulen im zweigeschossigen Sockelbereich des Mittelrisalits aufgestellten vier Skulpturen von dem Berliner Bildhauer Ernst Westpfahl sind nicht erhalten. Die Rückfassade des linken Seitenflügels ist mit weiß glasierten Verblendern versehen.
Im Innenbereich gibt es kein großes Foyer und kein repräsentatives Treppenhaus. Die Treppe und der Fahrstuhl befinden sich zentral im Gebäude, die einzelnen Räume sind über lange Flure erreichbar. Im ersten Obergeschoss befindet sich ein großer Sitzungssaal. In den Räumen der Beletage hinter dem Mittelrisalit ist noch der originale Stuck erhalten.
Der Architekt Jonas Geist charakterisierte das Gebäude als Architektur „mit konventionellen Zügen“.